# Богудзенька
Богудзенька (рос. Богудзянка) — колишній хутір у Мотовилівській волості Житомирського і Полонського повітів Волинської губернії та Авратинській і Кириївській сільських радах Любарського району Житомирської і Бердичівської округ.

## Населення
У 1906 році налічувалося 32 жителі та 3 двори.
Відповідно до перепису населення СРСР, на 17 грудня 1926 року чисельність населення становила 42 особи, з них за статтю: чоловіків — 21, жінок — 21; етнічний склад: українців — 21, поляків — 21. Кількість домогосподарств — 6.

## Історія
Час заснування невідомий. У 1906 році — хутір Мотовилівської волості (4-го стану) Житомирського повіту Волинської губернії. Відстань до повітового та губернського центру, м. Житомир, становила 10 верст, до волосного центру, с. Мотовилівка — 10 верст. Найближче поштово-телеграфне відділення розташовувалося в містечку Любар.
В квітні 1921 року, в складі волості, увійшов до Полонського повіту Волинської губернії. У 1923 році включений до складу новоствореної Авратинської сільської ради, котра, від 7 березня 1923 року, стала частиною новоутвореного Любарського району Житомирської округи. 26 червня 1926 року переданий до складу новоствореної Кириївської сільської ради Любарського району Бердичівської округи. Відстань до центру сільської ради, с. Кириївка — 4 версти, до районного центру, міст. Любар — 8 верст, окружного центру в Бердичеві — 57 верст, до залізничної станції Печанівка — 26 верст.
Знятий з обліку населених пунктів до 1 жовтня 1941 року.